# Murga (Hongarije)
Murga is een plaats (község) en gemeente in het Hongaarse comitaat Tolna. Murga telt 84 inwoners (2001).